# Georges Grignard
Auguste Georges Paul Grignard (* 25. Juli 1905 in Villeneuve-Saint-Georges; † 7. Dezember 1977 in Le Port-Marly) war ein französischer Autorennfahrer.

## Karriere
Georges Grignard begann seine Karriere schon in den 1920er-Jahren als Rallyefahrer. 1928 und 1929 beteiligte er sich an der Rallye Monte Carlo. Bis zum Ausbruch des Zweiten Weltkriegs fuhr er vor allem weiter Rallyes und Sportwagenrennen in seinem Heimatland Frankreich und baute sich ein bürgerliches Standbein als Eigentümer einer Autowerkstatt auf.
Nach dem Krieg erwarb er einen Delahaye und fuhr damit wieder Sportwagenrennen. 1949 kaufte er sich einen Talbot, mit dem er in die Monoposto-Szene einstieg. Im selben Jahr wurde er Dritter beim Großen Preis von Pau und startete 1951 mit dem Wagen beim Großen Preis von Spanien, wo er mit einem überhitzten Motor frühzeitig aufgeben musste.
Grignard war kein wirklich schneller Fahrer, bestritt seine Rennen aber mit großem Enthusiasmus und war immer an der Technik interessiert. 1955 trat er vom aktiven Rennsport zurück und widmete sich ganz seiner Werkstatt. Er blieb der Marke Talbot treu und galt bis zu seinem Tod 1977 als einer der wichtigsten Talbot-Teilehändler für historische Fahrzeuge weltweit.

## Statistik

### Statistik in der Automobil-Weltmeisterschaft

#### Gesamtübersicht
| Saison | Team             | Chassis          | Motor         | Rennen | Siege | Zweiter | Dritter | Poles | schn. Rennrunden | Punkte | WM-Pos. |
| ------ | ---------------- | ---------------- | ------------- | ------ | ----- | ------- | ------- | ----- | ---------------- | ------ | ------- |
| 1951   | Georges Grignard | Talbot Lago T26C | Talbot 4.5 L6 | 1      | −     | −       | −       | −     | −                | −      | NC      |
| Gesamt | Gesamt           | Gesamt           | Gesamt        | 1      | −     | −       | −       | −     | −                | −      |         |

#### Einzelergebnisse
| Saison | 1 | 2 | 3 | 4 | 5 | 6 | 7   | 8 |
| ------ | - | - | - | - | - | - | --- | - |
| 1951   |   |   |   |   |   |   |     |   |
|        |   |   |   |   |   |   | DNF |   |

| Legende  | Legende            | Legende                                                          |
| Farbe    | Abkürzung          | Bedeutung                                                        |
| -------- | ------------------ | ---------------------------------------------------------------- |
| Gold     | –                  | Sieg                                                             |
| Silber   | –                  | 2. Platz                                                         |
| Bronze   | –                  | 3. Platz                                                         |
| Grün     | –                  | Platzierung in den Punkten                                       |
| Blau     | –                  | Klassifiziert außerhalb der Punkteränge                          |
| Violett  | DNF                | Rennen nicht beendet (did not finish)                            |
| Violett  | NC                 | nicht klassifiziert (not classified)                             |
| Rot      | DNQ                | nicht qualifiziert (did not qualify)                             |
| Rot      | DNPQ               | in Vorqualifikation gescheitert (did not pre-qualify)            |
| Schwarz  | DSQ                | disqualifiziert (disqualified)                                   |
| Weiß     | DNS                | nicht am Start (did not start)                                   |
| Weiß     | WD                 | zurückgezogen (withdrawn)                                        |
| Hellblau | PO                 | nur am Training teilgenommen (practiced only)                    |
| Hellblau | TD                 | Freitags-Testfahrer (test driver)                                |
| ohne     | DNP                | nicht am Training teilgenommen (did not practice)                |
| ohne     | INJ                | verletzt oder krank (injured)                                    |
| ohne     | EX                 | ausgeschlossen (excluded)                                        |
| ohne     | DNA                | nicht erschienen (did not arrive)                                |
| ohne     | C                  | Rennen abgesagt (cancelled)                                      |
| ohne     | keine WM-Teilnahme |                                                                  |
| sonstige | P/fett             | Pole-Position                                                    |
| sonstige | 1/2/3/4/5/6/7/8    | Punktplatzierung im Sprint-/Qualifikationsrennen                 |
| sonstige | SR/kursiv          | Schnellste Rennrunde                                             |
| sonstige | *                  | nicht im Ziel, aufgrund der zurückgelegten Distanz aber gewertet |
| sonstige | ()                 | Streichresultate                                                 |
| sonstige | unterstrichen      | Führender in der Gesamtwertung                                   |

### Le-Mans-Ergebnisse
| Jahr | Team                       | Fahrzeug         | Teamkollege   | Platzierung            | Ausfallgrund |
| ---- | -------------------------- | ---------------- | ------------- | ---------------------- | ------------ |
| 1949 | Pierre Meyrat              | Delahaye 135CS   | Robert Brunet | Rang 5 und Klassensieg |              |
| 1953 | Automobiles Talbot-Darracq | Talbot-Lago T26S | Guy Mairesse  | Ausfall                | Motorschaden |

### Einzelergebnisse in der Sportwagen-Weltmeisterschaft
| Saison | Team               | Rennwagen        | 1   | 2   | 3   | 4   | 5   | 6   | 7   |
| ------ | ------------------ | ---------------- | --- | --- | --- | --- | --- | --- | --- |
| 1953   | Automobiles Talbot | Talbot-Lago T26S | SEB | MIM | LEM | SPA | NÜR | RTT | CAP |
| 1953   | Automobiles Talbot | Talbot-Lago T26S | DNF |     |     |     |     |     |     |